# Норвегія на Чемпіонаті світу з водних видів спорту 2015
Норвегія взяла участь у Чемпіонаті світу з водних видів спорту 2015, який пройшов у Казані (Росія) від 24 липня до 9 серпня.

## Стрибки у воду
Норвезькі спортсмени кваліфікувалися на змагання з індивідуальних та синхронних стрибків у воду.
Чоловіки
| Спортсмен                 | Дисципліна                   | Попередні змагання | Попередні змагання | Півфінали       | Півфінали       | Фінал           | Фінал           |
| Спортсмен                 | Дисципліна                   | Очки               | Місце              | Очки            | Місце           | Очки            | Місце           |
| ------------------------- | ---------------------------- | ------------------ | ------------------ | --------------- | --------------- | --------------- | --------------- |
| Еспен Бергсліен           | Трамплін, 1 метр             | 292.55             | 30                 | Н/Д             | Н/Д             | Завершив виступ | Завершив виступ |
| Еспен Бергсліен           | Трамплін, 3 метри            | 321.05             | 46                 | Завершив виступ | Завершив виступ | Завершив виступ | Завершив виступ |
| Даніель Єнсен             | Вишка, 10 метрів             | 316.10             | 41                 | Завершив виступ | Завершив виступ | Завершив виступ | Завершив виступ |
| Еспен Валгайм             | Вишка, 10 метрів             | 358.05             | 34                 | Завершив виступ | Завершив виступ | Завершив виступ | Завершив виступ |
| Філіп Девор Даніель Єнсен | Синхронний трамплін, 3 метри | 338.31             | 18                 | Н/Д             | Н/Д             | Завершив виступ | Завершив виступ |
| Філіп Девор Даніель Єнсен | Синхронна вишка, 10 метрів   | 342.87             | 18                 | Н/Д             | Н/Д             | Завершив виступ | Завершив виступ |

## Плавання
Норвезькі плавці виконали кваліфікаційні нормативи в дисциплінах, які наведено в таблиці (не більш як 2 плавці на одну дисципліну за часом нормативу A, і не більш як 1 плавець на одну дисципліну за часом нормативу B):
Чоловіки
| Спортсмен          | Дисципліна            | Попередній заплив | Попередній заплив | Півфінал        | Півфінал        | Фінал           | Фінал           |
| Спортсмен          | Дисципліна            | Час               | Місце             | Час             | Місце           | Час             | Місце           |
| ------------------ | --------------------- | ----------------- | ----------------- | --------------- | --------------- | --------------- | --------------- |
| Хенрік Крістіансен | 200 м вільним стилем  | 1:49.09           | 33                | Завершив виступ | Завершив виступ | Завершив виступ | Завершив виступ |
| Хенрік Крістіансен | 400 м вільним стилем  | 3:47.71           | 13                | Н/Д             | Н/Д             | Завершив виступ | Завершив виступ |
| Хенрік Крістіансен | 800 м вільним стилем  | 7:49.70           | 8 Q               | Н/Д             | Н/Д             | 7:45.56         | 5               |
| Хенрік Крістіансен | 1500 м вільним стилем | 15:02.37          | 12                | Н/Д             | Н/Д             | Завершив виступ | Завершив виступ |
| Хенрік Крістіансен | 400 м комплексом      | 4:21.67           | 25                | Н/Д             | Н/Д             | Завершив виступ | Завершив виступ |
| Лавранс Соллі      | 50 м на спині         | 25.28             | 15 Q              | 25.93           | 8 Q             | 24.84           | 6               |
| Лавранс Соллі      | 100 м на спині        | 55.28             | 34                | Завершив виступ | Завершив виступ | Завершив виступ | Завершив виступ |
| Лавранс Соллі      | 200 м на спині        | 1:59.23           | 21                | Завершив виступ | Завершив виступ | Завершив виступ | Завершив виступ |

Жінки
| Спортсменка         | Дисципліна           | Попередній заплив | Попередній заплив | Півфінал         | Півфінал         | Фінал            | Фінал            |
| Спортсменка         | Дисципліна           | Час               | Місце             | Час              | Місце            | Час              | Місце            |
| ------------------- | -------------------- | ----------------- | ----------------- | ---------------- | ---------------- | ---------------- | ---------------- |
| Сесілія Йоханнессен | 50 м вільним стилем  | 25.55             | =29               | Завершила виступ | Завершила виступ | Завершила виступ | Завершила виступ |
| Сесілія Йоханнессен | 100 м вільним стилем | 55.51             | 27                | Завершила виступ | Завершила виступ | Завершила виступ | Завершила виступ |
| Сесілія Йоханнессен | 200 м вільним стилем | 2:00.67           | 28                | Завершила виступ | Завершила виступ | Завершила виступ | Завершила виступ |